# Roguelike
Pour les articles homonymes, voir Rogue.

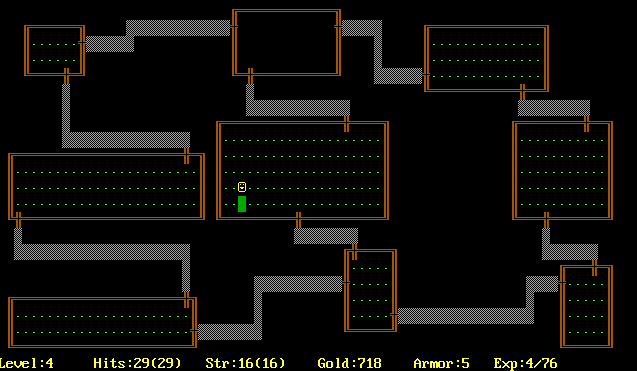
Rogue (1980) a popularisé le genre, auquel il a donné son nom.

Le roguelike (ou rogue-like) est un sous-genre de jeu vidéo de rôle dans lequel le joueur explore un donjon infesté de monstres qu’il doit combattre pour gagner de l’expérience et des trésors. Le genre se caractérise notamment par la génération procédurale de ses niveaux, son système de mort permanente, son gameplay au tour par tour et la représentation des éléments qui le composent par des symboles ASCII sur une carte constituée de tuiles. La plupart des roguelike se déroulent dans un univers de fantasy qui reflète l’influence du jeu de rôle sur table Donjons et Dragons sur le genre.
Bien qu’il soit précédé de roguelike comme Beneath Apple Manor et Sword of Fargoal, le jeu Rogue (1980) est considéré comme le pionnier du genre qu’il contribue à populariser et auquel il donne son nom. Son succès conduit à la création de plusieurs variantes dont notamment Hack (1982) et Moria (1983) qui vont ensuite servir de base à de nouvelles variantes comme NetHack (1987), Angband (1990) ou Ancient Domains of Mystery (1994). Le genre est également adapté sur console avec la série Donjon Mystère (1993) du studio japonais Chunsoft. L’apparition d’ordinateurs et de consoles de jeu plus puissants à la fin des années 1990 marque le début du déclin des roguelike traditionnels. D’autres genres de jeu commencent cependant à incorporer des éléments inspirés des roguelike comme la génération procédurale de niveau ou le concept de mort permanente. Ces jeux sont souvent désignés par le terme roguelite ou roguelike-like pour les distinguer des roguelike traditionnels.

## Système de jeu
La plupart des roguelike dérivent des jeux de rôle sur table comme Donjons et Dragons et permettent au joueur de contrôler un personnage qu’il peut personnaliser en sélectionnant entre autres sa classe, sa race et son genre et en ajustant ses caractéristiques et ses compétences. Au début du jeu, ce personnage se trouve au plus haut niveau d’un donjon et dispose d’un équipement de base qui peut par exemple inclure une arme, une armure, des torches et de la nourriture. Comme dans un dungeon crawler, le joueur explore le donjon qui est infesté de monstres qu’il doit combattre pour gagner de l’expérience et des trésors comme de nouvelles armes ou armures, des objets magiques, des potions, des parchemins, de la nourriture ou de l’argent. Après avoir acquis suffisamment d’expérience, le personnage gagne un niveau et peut alors améliorer ses caractéristiques et ses compétences. La plupart des combats s’effectuent simplement en tentant de déplacer le personnage sur un emplacement occupé par un monstre. Le jeu calcule alors les dégâts que s’infligent les deux opposants. Le joueur peut cependant effectuer d’autres types d’attaque comme tirer des flèches ou lancer un sortilège offensif. Le personnage meurt lorsqu’il perd tous ses points de vie. Dans la plupart des roguelike, la mort est permanente et représente donc la fin de la partie. Le joueur doit donc alors recommencer le jeu après avoir créé un nouveau personnage. La grande majorité des roguelike se déroule au tour par tour, ce qui permet au joueur d’évaluer la situation à son rythme avant de déterminer la stratégie à adopter,.
La plupart des jeux du genre incorpore un brouillard de guerre qui masque au joueur les zones du donjon qu’il n’a pas encore explorées avec son personnage. Nombre d’entre eux prennent également en compte le champ de vision du personnage (qui détermine la distance à laquelle il peut voir les monstres) et incorpore des moyens de l’influencer comme des torches, qui fournissent de la lumière et permettent de détecter les monstres plus facilement. La plupart du temps, le donjon est constitué de plusieurs niveaux reliés entre eux par des escaliers et plus le joueur descend en profondeur, plus les monstres qu’il rencontre sont puissants. Les niveaux du donjon, ainsi que les monstres et les trésors, sont générés aléatoirement par un système de génération procédurale. À chaque nouvelle partie, le joueur explore donc un donjon entièrement nouveau. Dans la majorité des roguelike, le joueur a pour objectif de retrouver un objet ou de vaincre un monstre spécifique caché dans le niveau le plus profond du donjon. À la fin du jeu, les performances du joueur sont souvent évaluées par un score calculé en fonction des trésors trouvés, de l’expérience gagnée et de sa rapidité à terminer le jeu (s’il y parvient). Ces scores sont classés dans un tableau qui permet au joueur de comparer ses performances d’une partie à l’autre.

## Caractéristiques

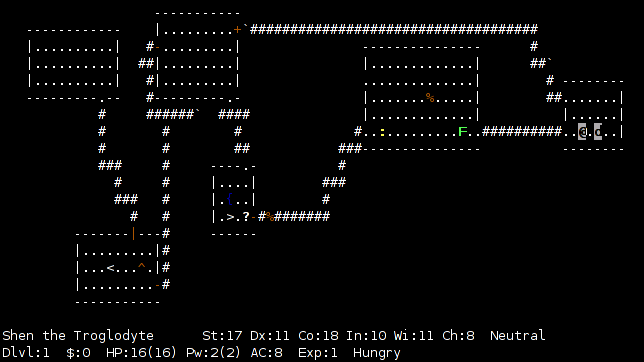
Représentation d'un donjon en ASCII dans NetHack (1987).

Les roguelike se caractérisent par leur système de jeu, popularisé par Rogue (1980) et ses nombreuses variantes,. Afin de clarifier la définition du genre face à l’essor de nombreuses variantes inspirées des roguelike, les éléments caractéristiques du genre sont explicitement définis lors de l’International Roguelike Development Conference organisé à Berlin en 2008. Le résultat de cette concertation sur la définition du genre est depuis connu comme l’interprétation de Berlin,,. Cette interprétation détaille les principaux critères qui définissent le genre en s’appuyant sur cinq roguelike clés : Rogue (1980), NetHack (1987), Angband (1990), Ancient Domains of Mystery (1994) et Linley's Dungeon Crawl (1995). Elle précise cependant qu’un jeu ne respectant pas tous ces critères n’est pas forcément à exclure du genre, de même qu’un jeu les respectant tous n’est pas forcément un roguelike,. Afin d’illustrer l’interprétation de Berlin, le journaliste John Harris du site Game Set Watch attribue un score basé sur le respect de ces critères à plusieurs roguelike connus ainsi qu’à des jeux qui s’en inspirent. Les roguelike NetHack et Linley's Dungeon Crawl obtiennent ainsi les meilleurs scores, avec 57.5 points sur 60, alors que des jeux simplement inspirés du genre comme Diablo obtiennent moitié moins de points.
Les principaux critères définis par l’interprétation de Berlin sont :
- le jeu utilise des niveaux générés aléatoirement pour accroitre sa rejouabilité[9]. Il peut inclure des niveaux prédéfinis comme la ville présente à la surface dans Moria (qui permet d’acheter et de vendre des équipements) mais ces derniers réduisent le caractère aléatoire du jeu défini par l’interprétation de Berlin[8] ;
- le jeu utilise un système de mort permanente. Quand son personnage meurt, le joueur doit commencer une nouvelle partie, ce qui génère aléatoirement de nouveaux niveaux. La possibilité de sauvegarder doit seulement suspendre le jeu sans permettre de revenir en arrière. La sauvegarde doit donc être effacée après avoir été chargée ou lorsque le personnage meurt. Les développeurs de Rogue ont en effet introduit ce concept de mort permanente après avoir ajouté la possibilité de sauvegarder, pour notamment éviter qu’un joueur ne recharge en permanence une sauvegarde afin de tirer le meilleur parti d’une situation[3]. D’après eux, le concept de mort permanente n’a ainsi pas pour objectif de rendre le jeu plus difficile, mais plutôt de donner plus de poids aux décisions du joueur pour offrir une expérience plus immersive[10] ;
- le jeu se déroule au tour par tour, ce qui permet au joueur d’évaluer la situation à son rythme avant de déterminer la stratégie à adopter[8] ;
- le jeu n’est pas modal, dans le sens ou chaque action possible est accessible au joueur quel que soit le lieu du jeu où se trouve son personnage. L’interprétation de Berlin précise que les boutiques présentes par exemple dans Angband constituent une entorse à cette absence de modularité ;
- le jeu possède un certain degré de complexité du fait des nombreuses possibilités qui s’offrent au joueur et qui lui permettent d’accomplir ses objectifs de différentes manières[8],[11]. Pour franchir une porte fermée à clé, le joueur peut par exemple essayer de crocheter la serrure, de casser la porte ou même de creuser un tunnel pour la contourner, en fonction de la situation, des objets à sa disposition et de ses compétences[12] ;
- le joueur doit gérer ses ressources pour survivre[8]. Les objets qui permettent de maintenir en vie le personnage, comme la nourriture, sont en nombre limité et le joueur doit réfléchir à la manière la plus avantageuse de les utiliser pour survivre dans le donjon. Jeremy Parish du site USGamer inclut par ailleurs la perte d’endurance comme étant directement liée à la gestion des ressources. Le joueur doit ainsi constamment nourrir son personnage pour éviter qu’il ne meure de faim, ce qui l’empêche par exemple de passer son tour plusieurs fois de suite pour régénérer son personnage ou de se contenter de combattre les ennemis plus faibles du donjons pour gagner de l’expérience[13]. Pour Rich Carlson, le créateur de Strange Adventures in Infinite Space, cet aspect peut être assimilé à une sorte d’horloge qui impose au joueur un délai pour accomplir son objectif, ce qui contribue à la tension du jeu[14] ;
- le jeu propose un gameplay de type hack and slash dans lequel le joueur doit tuer de nombreux monstres pour accomplir son objectif, sans pouvoir passer par des solutions pacifistes[8] ;
- le jeu nécessite que le joueur explore un nouveau donjon et découvre de nouveaux objets à chaque nouvelle partie. Les objets qu’il découvre changent ainsi à chaque partie et leurs caractéristiques sont générées aléatoirement. D’une partie à l’autre, un même objet peut ainsi avoir un effet différent[8].

L’interprétation de Berlin définit également d’autres critères, de moindre importance :
- le joueur contrôle un même et unique personnage tout au long d’une partie ;
- les monstres ont les mêmes capacités que le personnage du joueur et peuvent par exemple ramasser un objet et l’utiliser ou lancer des sortilèges ;
- le jeu vise à offrir un défi et plusieurs essais peuvent être nécessaires au joueur pour apprendre à maitriser les stratégies lui permettant de survivre[8] ;
- les éléments du jeu sont représentés par des symboles ASCII sur une carte constituée de tuiles ;
- le jeu nécessite d’explorer un donjon constitué de salles reliées entre elles par des couloirs. Il peut inclure des zones extérieures mais ces dernières sont contraires à l’interprétation de Berlin[8] ;
- le jeu présente le statut du personnage et du jeu par l’intermédiaire de nombres affichés sur l’écran.

## Historique

### Précurseurs (1975–1980)
Les premiers roguelike sont créés au début des années 1980 par des programmeurs amateurs et des hackers en s’inspirant en particulier du jeu d'aventure textuel Colossal Cave Adventure (1975) et de l’univers de fantasy du jeu de rôle Donjons et Dragons. Certains éléments du genre sont également issus des premiers dungeon crawler développé pour le système PLATO dont notamment pedit5 (1975) qui est considéré comme le premier du genre et qui intègre déjà le principe d’une génération aléatoire des monstres dans un donjon dont les niveaux sont par contre prédéfinis. Celui-ci inspire ensuite d’autres dungeon crawler créés pour le système PLATO comme dnd (1975), Orthanc (1978), Moria (1978) et Avatar (1979),. Rien ne prouve cependant que les créateurs des premiers roguelike avaient accès à PLATO et il n’est donc pas certain que ces premiers dungeon crawler les aient influencés. L’essentiel des premiers roguelike sont développés indépendamment les uns des autres et leurs créateurs n’apprennent l’existence d’autres projets que plusieurs années plus tard. Les premiers roguelike sont développés sur des systèmes ne disposant que d’une quantité limité de mémoire comme les ordinateurs centraux ou les premiers micro-ordinateurs. Pour pallier ces limitations et créer des donjons de grandes tailles, les programmeurs des premiers roguelike imaginent d’utiliser la génération procédurale de niveaux, qui permet également d’améliorer la rejouabilité en créant un nouveau donjon à chaque partie.
Le terme roguelike dérive du jeu Rogue (1980). Le premier jeu connu à intégrer l’essentiel des éléments qui caractérisent le genre est cependant Beneath Apple Manor (1978) qui est programmé par Don Worth sur Apple II et qui est également reconnu comme le premier roguelike commercial. Inspiré du jeu de rôle Donjons et Dragons, celui-ci intègre ainsi un système de génération procédurale de niveau, adapté du générateur aléatoire de labyrinthe du jeu Dragon Maze, ainsi que des environnements représentés sous forme de damier, des éléments de jeu de rôle et des combats au tour par tour. Si celui-ci précède Rogue, il n’est pas aussi populaire que ce dernier qui a l’avantage d’être distribué sur ARPANET, qui est alors facilement accessible à de nombreux étudiants, alors que Beneath Apple Manor est directement édité et distribué Don Worth par l’intermédiaire de boutique locales ou par voie postale,,.
Un autre précurseur de Rogue est le jeu Sword of Fargoal (1982) développé par Jeff McCord à partir de 1979. Celui-ci est basé sur le jeu GammaQuest qu’il développe sur un Commodore PET alors qu’il étudie à la Henry Clay High School (en) en s’inspirant d’une campagne de Donjons et Dragons à laquelle il joue depuis quelques années. Avant d’être diplômé et d’intégrer l’Université du Tennessee en 1981, il commence à développer GammaQuest II qui intègre déjà un système de génération procédurale de niveau. L’université lui donne accès à des ordinateurs plus puissants, comme le Commodore VIC-20, ce qui lui permet d’élargir progressivement l’univers de son jeu. Il décide alors de le publier et signe un contrat avec Epyx qui l’aide à commercialiser le jeu, qui est renommé Sword of Fargoal, et qui lui donne accès à un Commodore 64 qui lui permet d’y ajouter des graphismes et des effets sonores. Le jeu rencontre un certain succès et lorsqu’il est publié sur PC en 1983, il éclipse la version PC de Rogue (publié la même année) grâce à de meilleurs graphismes et effets sonores.

### Rogue(1980)
Rogue est développé par Glenn Wichman et Michael Toy en 1980 alors qu’il sont encore étudiants à l’université de Californie à Santa Cruz. Ils s’appuient pour cela sur l’expérience acquise par Michael Toy en jouant et en programmant des clones de Star Trek (1971) sur divers ordinateurs. Ils s’inspirent également du jeu d’aventure Colossal Cave Adventure (1975). En cherchant un moyen de rendre plus aléatoire l’expérience de ce dernier, ils découvrent la bibliothèque logicielle curses de Ken Arnold (en), qui facilite la manipulation des caractères sur un terminal informatique et leur permet de créer une sorte de jeu d'aventure graphique aléatoire,. Rogue fonctionne au départ sur un ordinateur VAX-11/780 de puissance limitée, ce qui les oblige à utiliser une interface en ligne de commande pour économiser sa mémoire. Michael Toy finit par abandonner ses études et trouve un travail au laboratoire d’informatique de l’université de Californie à Berkeley, où il rencontre Ken Arnold, qui les aide à optimiser le code informatique du jeu et à implémenter de nouvelles fonctionnalités. Rogue s’avère populaire auprès des étudiants et des chercheurs en informatique de l’université, dont notamment Ken Thompson, au point que Dennis Ritchie raconte en plaisantant qu’il constitue « le plus grand gaspillage de cycles de processeur de l’histoire ». Sa popularité conduit à son intégration à la distribution Berkeley Software Distribution (BSD) en 1984. Il l’est cependant sans son code source car ses créateurs envisagent à l’époque de le commercialiser. Après avoir rencontré Jon Lane à Olivetti, Michael Toy se joint à lui pour fonder la société A.I. Design et travailler sur une version commerciale du jeu. Rogue est alors porté sur plusieurs ordinateurs personnels de l’époque avant d’être édité par Epyx en 1984.

### Variantes (1980–1995)
La popularité de Rogue conduit d’autres développeurs à créer leur propre version du jeu. Leurs efforts sont cependant initialement limités par l’absence d’accès à son code source, qui n’est pas diffusé avant son intégration à la distribution Berkeley Software Distribution en 1986. Ces développeurs doivent donc se résoudre à repartir de zéro pour créer des jeux similaires à Rogue auxquels ils ajoutent de nouvelles fonctionnalités. Ces derniers sont distribuées avec leur code source ce qui permet à d’autres développeurs d’en programmer des forks en y ajoutant de nouveaux éléments et fonctionnalités, ce qui conduit à la création de plusieurs douzaines de version du jeu. Ce processus est facilité par le basculement sur des langages de programmations plus adaptés, dont des langages de script ou orientés objet, ainsi que par le nettoyage et la modularisation du code afin de faciliter le suivi et la réalisation de modifications.
S’il existe des variantes uniquement basée sur Rogue comme Brogue, la plupart de ces variantes peuvent être classées dans deux branches distinctes issues de deux jeux clés du genre – Hack (1982) et Moria (1983) – développés dans l’esprit de Rogue.

#### Moriaet ses variantes
Moria (1983) est développé par Robert Alan Koeneke alors qu’il étudie à l’université d'Oklahoma. Il s’inspire pour cela de Colossal Cave Adventure et de Rogue. N’ayant pas accès au code source de ce dernier, il commence à programmer sur un ordinateur VAX-11/780 une nouvelle version du jeu en s’inspirant de la ville souterraine de la Moria décrite dans le Seigneur des anneaux de J. R. R. Tolkien. Un peu comme dans ce dernier, le joueur a ainsi pour objectif d’explorer les profondeurs de la Moria et de vaincre le Balrog lors d’une bataille finale. Comme dans son modèle, les niveaux souterrains du jeu sont générés de manière procédurale. À la surface, Robert Alan Koeneke créé en revanche un niveau prédéfini représentant une ville dans laquelle le joueur peut acheter et vendre des équipements. L’utilisation du Pascal et de structure de données lui permettent par ailleurs de créer un bestiaire plus varié que dans le jeu original. Robert Alan Koeneke est assisté par plusieurs testeurs ainsi que par un autre étudiant, Jimmey Wayne Todd, qui l’aide notamment à programmer un système de génération de personnage plus complexe.

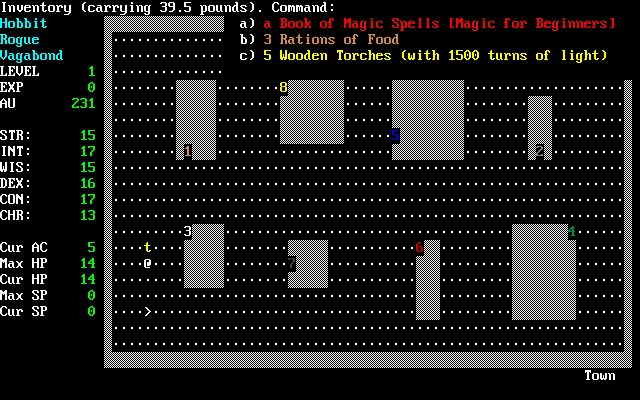
La ville de départ dans Angband (1990).

Le jeu fait ensuite l’objet de plusieurs adaptations. UMoria (pour UNIX Moria) est par exemple une variante très proche de l’originale programmé par Jim E. Wilson afin de faciliter l’adaptation du jeu sur d’autres plateformes et d’en corriger certains bugs. La variante la plus populaire est sans doute Angband (1990) qui est développé par Alex Cutler et Andy Astrand alors qu’ils étudient à l’université de Warwick. En s’appuyant sur le code source de UMoria, ils transposent le jeu dans la forteresse de Angband décrite dans le Seigneur des anneaux et ajoutent de nouveaux niveaux et de nouvelles créatures inspirées du bestiaire du roman. Ils conservent le Balrog, qui devient un boss de niveau intermédiaire, et Morgoth devient le boss final que le joueur doit vaincre pour terminer le jeu. Lorsqu’Alex Cutler et Andy Astrand obtiennent leurs diplômes, le développement du jeu est repris par Sean March et Geoff Hill qui y ajoutent de nouveaux éléments et commencent à le distribuer en dehors de l’université via le système Usenet. Une fois le jeu diffusé à un plus large public, de nouvelles équipes de développeurs continuent de l’améliorer en corrigeant des bugs, en nettoyant son code source et en implémentant de nouvelles fonctionnalités. Les changements fréquents de développeurs et les nombreuses suggestions d’amélioration conduisent à la création d’une soixantaine de variantes du jeu dont environ une demi-douzaine sont encore en développement,. L’une des plus connu est ZAngband (1994) (pour Zelazny Angband) qui transpose le jeu dans l’univers du cycle des Princes d'Ambre de Roger Zelazny. Le code source de celle-ci est ensuite utilisé pour créer Troubles of Middle Earth (2002) qui transpose le jeu dans un univers original avant de devenir Tales of Maj'Eyal (2009). La version originale de Angband continue néanmoins d’être développée.

#### Hacket ses variantes
Hack (1982) est développé par Jay Fenlason avec l’aide de Kenny Woodland, Mike Thome et Jonathan Payne alors qu’ils étudient à la Lincoln-Sudbury Regional High School où ils suivent notamment les cours d’informatique de Brian Harvey. À la suite de l’acquisition d’un ordinateur PDP-11/7 par l’école, celui-ci crée en effet un programme de cours consacré à l’informatique et dans lequel il laisse une certaine liberté aux élèves. C’est dans ce cadre que Jay Fenlason, Kenny Woodland, Mike Thome et Jonathan Payne se rencontrent, deviennent amis et apprennent la programmation. Lors d’une visite du laboratoire d’informatique de l’université de Californie à Berkeley organisé par Brian Harvey, ils ont l’opportunité d’utiliser les ordinateurs centraux qui s’y trouvent et découvrent alors le jeu Rogue. Ils décident alors d’en créer leur propre version dans leur cadre d’un projet de classe. Jay Fenlason créé alors une liste de fonctionnalités qu’il souhaite ajouter au jeu, dont la possibilité de sauvegarder l’architecture d’un niveau après que le joueur l’ait quitté. Ils entrent ensuite en contact avec Michael Toy et Ken Arnold lors d’une conférence USENIX afin de récupérer le code source de Rogue mais essuient un refus, qui les oblige à partir de zéro pour développer leur jeu. Ils le baptisent Hack en référence au fait qu’il s’agit en même temps d’un hack 'n' slash et du hack destiné à recréer Rogue sans avoir accès à son code source. Jay Fenlason ne parvient finalement pas à inclure dans le jeu toutes les fonctionnalités qu’il avait imaginées et son implication dans le projet se termine lorsqu’ils quittent l’école. Il a cependant fourni le code source du jeu à la conférence USENIX afin qu’il soit distribué. Le développement du jeu est ainsi repris par d’autres programmeurs et il est porté sur divers système. Les fréquents changements de mains de son code source font que comme Angband, il fait l’objet de très nombreuses variantes.
Son développement est plus tard abandonné en faveur de celui de NetHack (1987). Lorsque Mike Stephenson, qui est analyste pour un fabricant de matériel informatique, prend en main la maintenance du code source de Hack, il décide de l’améliorer à partir des suggestions de Izchak Miller et de Janet Walz. Ensemble, ils apportent des modifications majeures de son code source et baptisent cette nouvelle variante NetHack en référence au développement collaboratif de celle-ci via le système Usenet. Ils ajoutent notamment une large variété de monstres inspirées d’autres mythologies et traditions, incluant des éléments anachronique et contemporain (comme une nouvelle classe de personnage inspiré de la série du Disque-monde de Terry Pratchett). Ils créent également des niveaux partiellement prédéfinis, dont seuls certains éléments sont générés aléatoirement, que le joueur découvre en progressant dans le donjon. Les versions suivantes du jeu introduisent ensuite de nouvelles ramifications dans le donjon ainsi que des quêtes optionnelles susceptibles de faire gagner au joueur des équipements très utiles pour terminer le jeu. Bien qu’ils continuent de rendre public le code source du jeu, ils en limitent l’accès afin d’éviter les modifications excessives et ils limitent le nombre d’améliorations apportée à chaque nouvelle version.
En s’inspirant du concept de NetHack, Thomas Biskup développe Ancient Domains of Mystery (1994) alors qu’il étudie à l’université technique de Dortmund. Après avoir joué à Rogue et Hack, celui-ci découvre NetHack qu’il trouve intéressant mais dont il déplore la trop grande complexité et les trop nombreux éléments qu’il juge inutile et perturbant. En partant de zéro, il développe alors Ancient Domains of Mystery avec l’objectif de créer un jeu reprenant les grands principes de NetHack mais bénéficiant d’un scénario et d’un thème plus cohérent. Il crée ainsi un jeu constitué de plusieurs donjons générés aléatoirement connectés entre eux par une carte et dans lesquels le joueur doit accomplir des quêtes pour progresser. Une des principales nouveautés du jeu est l’influence du chaos qui se répand dans le monde du jeu par l’intermédiaire de portail que le joueur doit parvenir à fermer. Lorsqu’il est affecté par cette influence chaotique, le personnage du joueur est contaminé et subit alors divers effets qui peuvent être bénéfiques ou néfastes. Comme ses prédécesseurs Angband et NetHack, Ancient Domains of Mystery continue d’être amélioré par une équipe de développeurs.

#### Autres variantes
Tous les premiers roguelike ne peuvent cependant pas être classés dans ces deux branches. Le jeu Larn (1986) développé par Noah Morgan reprend par exemple des concepts issus de Hack (avec ses niveaux prédéfinis) et de Moria (avec sa ville et sa difficulté croissante) mais alors que ces derniers sont devenus de plus en plus long au fur et à mesure de leur développement, il est conçu de manière à pouvoir être terminé en une seule session de jeu. Il ajoute également une contrainte de temps, qui oblige le joueur à terminer le jeu en un certain nombre de tour. Le jeu Omega développé par les frères Laurence à la fin des années 1980 est crédité pour avoir introduit le principe d’une carte du monde dans les roguelike, avant que cette option ne soit introduite dans Ancient Domains of Mystery. Il est aussi connu pour système d’inventaire singulier dans lequel le joueur doit, pour ramasser un objet, le prendre en main avant de s’en équiper ou de le ranger dans son sac . De son côté, le jeu Dungeon Hack (1993) publié par Strategic Simulations reprend plusieurs principes du genre qu’il adapte aux règles de la seconde édition d’Advanced Dungeons and Dragons. Linley's Dungeon Crawl (1995) crée par Linley Henzell offre notamment au joueur la possibilité d’utiliser l’expérience acquise par son personnage pour améliorer certaines compétences spécifiques comme sa maitrise d’une arme ou sa capacité à détecter les pièges. Une variante du jeu est plus tard utilisée pour créer Dungeon Crawl Stone Soup (2006).

### La sérieDonjon Mystère(depuis 1993)
Jusqu’en 1993, le genre est quasiment exclusif aux ordinateurs et il n’existe pas de véritables roguelike sur console. Les jeux Fatal Labyrinth (1990) et Dragon Crystal (1990) édités par Sega sont connus comme deux des premières tentatives d’adapter le genre sur console mais leur manque de complexité par rapport à leur équivalent sur ordinateur font qu’ils ne sont généralement pas considérés comme de véritables roguelike et aucun des deux ne rencontre de succès.
Au début des années 1990, le studio Chunsoft se fait connaitre avec la série Dragon Quest qui reprend certains aspects fondamentaux des jeux vidéo de rôle sur ordinateur en les rationalisants afin de les adapter à un public japonais qui privilégie les consoles. Compte tenu de la popularité grandissante des roguelike, les développeurs du studio envisagent d’appliquer un traitement similaire à ces derniers afin de l’adapter au public japonais. Pour Koichi Nakamura, le fondateur de Chunsoft, il s’agit ainsi de rendre Rogue plus compréhensible et plus simple afin d’en faire un jeu pouvant se jouer sur une console de jeu vidéo. Le studio lance ainsi la série Donjon Mystère qui est inauguré par un jeu basé sur l’univers de Dragon Quest baptisé Torneko no Daibōken: Fushigi no Dungeon (1993). Afin de le rendre plus accessible, ces développeurs introduisent plusieurs changements par rapport au genre tel qu’il existe sur ordinateur, avec notamment une difficulté plus progressive et la possibilité de désactiver la mort permanente en sélectionnant le niveau de difficulté. Outre ces simplifications, le jeu à également l’avantage de reprendre l’univers et les personnages de Dragon Quest 4, ce qui le rend plus accessible pour le public visé. Si le jeu ne se révèle pas aussi populaire que les jeux Dragon Quest, il rencontre suffisamment de succès pour convaincre Chunsoft de développer un deuxième volet baptisé Mystery Dungeon: Shiren the Wanderer (1995). Le studio s’appuie pour cela sur un univers et des personnages originaux, ce qui leur permet d’être plus créatif. Depuis, Chunsoft a publié plus de vingt-cinq jeux dans la série Donjon Mystère. Outre les jeux de la série principale, celle-ci compte de nombreuses série dérivée basées sur d’autres franchises dont notamment les séries Chocobo's Dungeon (Final Fantasy) et Pokémon Mystery Dungeon (Pokémon). Plusieurs opus de Donjon Mystère se révèlent très populaire, au point de s’imposer comme des incontournables du marché japonais des jeux vidéo,,. La principale différence entre la série Donjon Mystère et les roguelike classiques est l’absence de mort permanente. Dans la série japonaise, la mort du personnage réinitialise sa progression mais le joueur a généralement à sa disposition un moyen de stocker et de récupérer des objets de ses précédentes tentatives. Sur les marchés américains et européens, les jeux Donjon Mystère ne rencontrent pas le même succès qu’au Japon. Ils s’adressent en effet à un public relativement jeune qui n’a généralement pas connu les roguelike traditionnels et qui peut donc trouver étrange le fait que contrairement aux autres jeux de rôles, il ne soit pas possible de sauvegarder une partie,,,.
D’autres jeux vidéo de rôle japonais incorporent ensuite des donjons générés aléatoirement, reprenant ainsi un principe de base des roguelike, et sont considérés comme tel lors de leur publication sur le marché occidental. C’est notamment le cas de jeux comme Vagrant Story, Shining Soul et Baroque,. De la même manière, le jeu de rôle en ligne massivement multijoueur Final Fantasy XIV inclut un donjon dont les niveaux sont générés aléatoirement inspiré des roguelike.

### Évolution et influence
Si de nouveaux roguelike continuent d’être développées pour le marché occidental, le genre décline face à la popularité grandissante des jeux capables de profiter des capacités croissantes des ordinateurs en termes de graphismes. Certains de ces jeux sont cependant fortement influencés par les roguelike. C’est notamment le cas de Diablo (1997) dont les créateurs reconnaissent que des jeux comme Rogue, NetHack ou Telengard les ont fortement influencés, notamment en ce qui concerne la génération aléatoire des niveaux et du butin.
Le développement de classiques du genre continue avec notamment le succès de la campagne de financement participatif de la suite de  Ancient Domains of Mystery en 2012 et la première mise à jour importante en dix ans de NetHack en 2015,. De nouveaux roguelike conformes aux grands principes de l’interprétation de Berlin continuent également d’être développé avec par exemple Dungeon Crawl Stone Soup (2006), Dungeons of Dredmor (2011) et Dragon Fin Soup (2015),. Un nouveau genre de roguelike, conçu pour être terminé en très peu de temps, fait par ailleurs son apparition avec des jeux comme DoomRL (2013) ou Desktop Dungeons (2013),. D’autres jeux s’inspirent de l’interface en ASCII des roguelike, qui a l’avantage d’être facile à développer, en l’adaptant à d’autres genres de jeux vidéo. C’est notamment le cas du très populaire Dwarf Fortress (2006) qui adapte l’interface des roguelike à un jeu de gestion qui inspirera plus tard le jeu de construction Minecraft,. De la même manière, le jeu de rôle SanctuaryRPG (2014) reprend l’interface et certains éléments des roguelike alors que le jeu de survie UnReal World (1992) utilise une interface similaire à celle de NetHack et s’appuie sur un système de génération procédurale inspiré des roguelike pour créer les mondes dans lesquels les joueurs doivent survivre,.

### Essor des rogue-lite
Les roguelike rencontrent un regain d’intérêt au début des années 2000 au travers d’un nouveau sous-genre crée désigné par les termes rogue-lite ou roguelike-like. Ce nouveau sous-genre fait son apparition lorsque des développeurs indépendants commencent à incorporer des éléments de roguelike dans des genres de jeu vidéo n’y étant généralement pas associés. Deux des premiers exemples reconnus de rogue-lite sont Strange Adventures in Infinite Space (2002) et sa suite Weird Worlds: Return to Infinite Space (2005) développés par Digital Eel. Il s’agit de jeux d’exploration spatiale qui incorporent un système de mort permanente et de génération aléatoire des planètes et des confrontations. Ils s’inspirent notamment du jeu d’exploration spatial Starflight et du roguelike NetHack mais aussi de la simplicité de jeux de plateau comme Deathmaze et The Sorcerer's Cave, qui ont eux aussi des éléments en commun avec les roguelike,. Le jeu Spelunky (2008) contribue ensuite largement à l’essor de la popularité du genre,. Celui-ci est développé par Derek Yu avec l’objectif de combiner la profondeur du gameplay des roguelike avec la facilité de prise en main des jeux de plateformes. Il crée ainsi un jeu de plateformes incorporant un système de mort permanente et de génération aléatoire de niveau qui lui permet d’offrir une bonne rejouabilité tout en mettant sans cesse le joueur face à de nouvelles situations,. Le succès de Weird Worlds et Spelunky inspire ensuite d’autres développeurs qui se lancent dans la création de nouveaux rogue-lite. Edmund McMillen, le développeur de The Binding of Isaac (2011) et Kenny et Teddy Lee, les créateurs de Rogue Legacy (2012), créditent ainsi Spelunky pour leur avoir montré comment incorporer des éléments de roguelike traditionnels dans d’autres genre de jeu vidéo et ainsi leur permettre de créer leurs propres rogue-lite,,. Justin Ma et Matthew Davis, les développeurs de FTL: Faster Than Light (2012), créditent de leur côté Weird Worlds et Spelunky pour leur influence sur FTL,. Tous ces jeux sont salués par la presse spécialisée et leur succès contribue à un nouvel essor du genre ,,.
Le succès des rogue-lite est généralement considéré comme faisant partie d’une tendance plus large de recherche d’une expérience de jeu plus riche que, comme expliqué par Keith Burgun (le créateur de 100 Rogues), n’offre pas toujours les jeux plus populaires. David Bamguart de Gaslight Games explique par exemple que la tension qu’impliquent la génération aléatoire et la mort permanente aide le joueur à se sentir plus concerné par le sort de son personnage. Ce succès s’explique également par le fait que le genre corrige un des principaux problèmes des roguelike traditionnels, la difficulté et le caractère impitoyable, ce qui le rend plus attractif auprès des joueurs débutant ou occasionnels, qui peuvent par ailleurs facilement trouver de l’aide grâce aux guides de jeux disponibles sur Internet. Pour Fabien Fischer, le succès du genre peut aussi s’expliquer par la lassitude grandissante des joueurs faces aux jeux AAA, qui les poussent à se tourner vers des jeux vidéo indépendants. Le système de génération aléatoire des rogue-lite est d'ailleurs particulièrement avantageux pour les développeurs indépendants qui peuvent ainsi offrir aux joueurs de nombreuses heures de jeux sans nécessiter trop de temps ou de ressources,. Ils peuvent ainsi consacrer plus de temps sur d’autres aspects du jeu ce qui leur permet d’offrir des systèmes de jeu et d’interaction plus complexe, qui contribue également à l’intérêt des roguelike et des rogue-lite.

## Games jams
On retrouve la production de roguelike dans différentes games jams, cependant la 7 days Roguelike est la plus spécialisée, en 2008 sortait des jeux comme Fatherhood, MegaManRL ou encore Numbers, un roguelike éducatif par Robson. Il atteint 70 entrées proposées en 2012. Lors de la Procjam 2015, plus orienté sur la génération procédurale de contenu en général et est plus souple sur le temps de production, Mark R Johnson y développe un roguelike géant appelé Ultima Ratio Regum, dans lequel il peut générer un monde complet, comprenant depuis les religions de ses protagonistes jusqu'au déplacement des feuilles sur un arbre, en moins de trois minutes.